# Cantón de Durtal
El cantón de Durtal era una división administrativa francesa, que estaba situada en el departamento de Maine y Loira y la región de Países del Loira.

## Composición
El cantón estaba formado por ocho comunas:
- Baracé
- Daumeray
- Durtal
- Étriché
- Huillé
- Les Rairies
- Montigné-lès-Rairies
- Morannes

## Supresión del cantón de Durtal
En aplicación del Decreto n.º 2014-259 de 26 de febrero de 2014, el cantón de Durtal fue suprimido el 22 de marzo de 2015 y sus 8 comunas pasaron a formar parte; siete del nuevo cantón de Tiercé y una del nuevo cantón de Angers-6.